# José Luis Rondo
José Luis Rondo Polo znany również jako Rondo (ur. 19 marca 1976 w Palma de Mallorca) – piłkarz naturalizowany z Gwinei Równikowej. Grał jako prawy obrońca.
W latach 2003–2009 grał w reprezentacji Gwinei Równikowej.